# Pristocera carinata
Pristocera carinata (лат. ) — вид ос-бетилид рода Pristocera из семейства Bethylidae (Chrysidoidea, Hymenoptera). Юго-Восточная Азия.

## Распространение
Бирма (Carin Cheba).

## Описание
Мелкие осы-бетилиды чёрного цвета (ноги и жвалы коричневые). Длина тела 7,9 мм. Длина головы 1,70 мм, ширина головы 1,70 мм. Пронотальный диск и мезонотум гладкие и блестящие. Мандибулы с 4 зубцами.
Вид был впервые описан в 1897 году, а его валидный статус был подтверждён в 1998 году японскими гименоптерологами Мамору Тэраямой (Mamoru Terayama, University of Tokyo, Токио, Япония) и Сэики Яманэ (Seiki Yamane, Kagoshima University, Кагосима, Япония).